# 왕관박쥐
왕관박쥐(Rhinolophus rex)는 관박쥐과에 속하는 박쥐의 일종이다. 중국 동부 해안의 토착종이다.

## 특징
몸길이 50mm의 중간 크기의 박쥐로 전완장은 55~63mm이다. 꼬리 길이는 32~38mm, 발 길이는 9mm, 귀 길이는 29~35mm이다.

## 생태
동굴이나 건물, 울창한 숲과 나무 구멍 속에 숨어 지낸다. 겨울잠을 잔다. 먹이는 곤충이다.

## 분포 및 서식지
중국 남부 쓰촨성과 광시 좡족 자치구, 광둥성, 구이저우성에 널리 분포한다. 숲에서 서식한다.